# 京都岡本記念病院

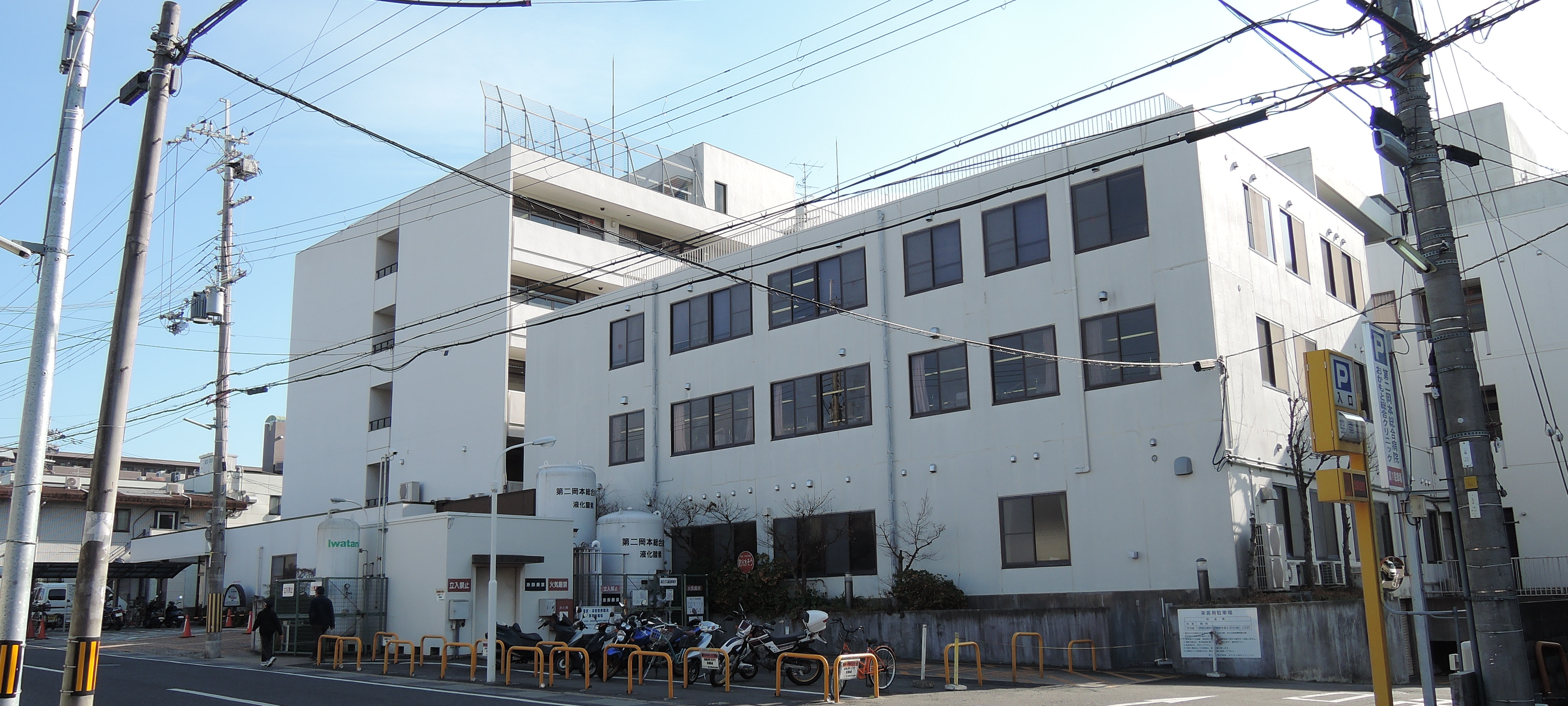
第二岡本総合病院時代の建物

京都岡本記念病院（きょうとおかもときねんびょういん）とは、京都府久世郡久御山町にある医療機関である。宇治市にあった第二岡本総合病院が移転を機に改称した。
災害拠点病院、地域がん診療連携拠点病院、救急告示病院、京都府地域リハビリテーション支援センター、地域医療支援病院、管理型臨床研修病院に指定されている。

## 沿革
この病院の起源は京都市伏見区にあり、近年まで「第一岡本病院」改め「伏見岡本病院」があったが老朽化により2025年4月に久御山町の当院の隣に「くみやま岡本病院」として移転した。
- 1979年4月1日 - 開院。
- 2012年3月30日 - 京都府災害拠点病院に指定。
- 2012年10月1日 - 地域医療支援病院の承認を受ける。
- 2016年5月 - 宇治市より久世郡久御山町に移転。病院名を「京都岡本記念病院」に変更。

## 診療科
- 内科
- 呼吸器内科
- 循環器内科
- 消化器内科
- 血液内科
- 糖尿病内科
- 腎臓内科
- 脳神経内科
- 緩和ケア内科
- ペインクリニック内科
- 感染症内科
- 外科
- 外科（消化器外科・肛門外科・がん）
- 呼吸器外科
- 心臓血管外科
- 乳腺外科
- 整形外科
- 脳神経外科
- 形成外科
- 精神科
- リウマチ科
- 小児科
- 皮膚科
- 泌尿器科
- 産婦人科
- 眼科
- 耳鼻咽喉科
- 歯科口腔外科
- リハビリテーション科
- 心臓リハビリテーション科
- 放射線科
- 臨床検査科
- 病理診断科
- 麻酔科

## 交通アクセス
- 京阪本線淀駅・宇治線宇治駅、近鉄京都線大久保駅、JR奈良線新田駅・宇治駅より京都京阪バス21号経路「佐山」下車、西へ徒歩5分。
- JR片町線松井山手駅より京都京阪バス17・17A号経路「京都岡本記念病院」下車。
  - 近鉄大久保駅からは京都京阪バス20号経路「京都岡本記念病院」行きも運行されている。40分間隔ではあるが、病院・車内備付の乗車券を利用すると無料となる（松井山手駅発着便ではこの乗車券は利用できない）。
  - このほか、当院の送迎バスが近鉄伊勢田駅・小倉駅（駅西側の山際地区まで）・寺田駅・JR城陽駅・おかもとクリニック（JR小倉駅より徒歩10分）、および八幡市・宇治田原町方面にも運行されている。
- 第二京阪道路久御山南インターチェンジすぐ。